# Autoroute espagnole Z-40

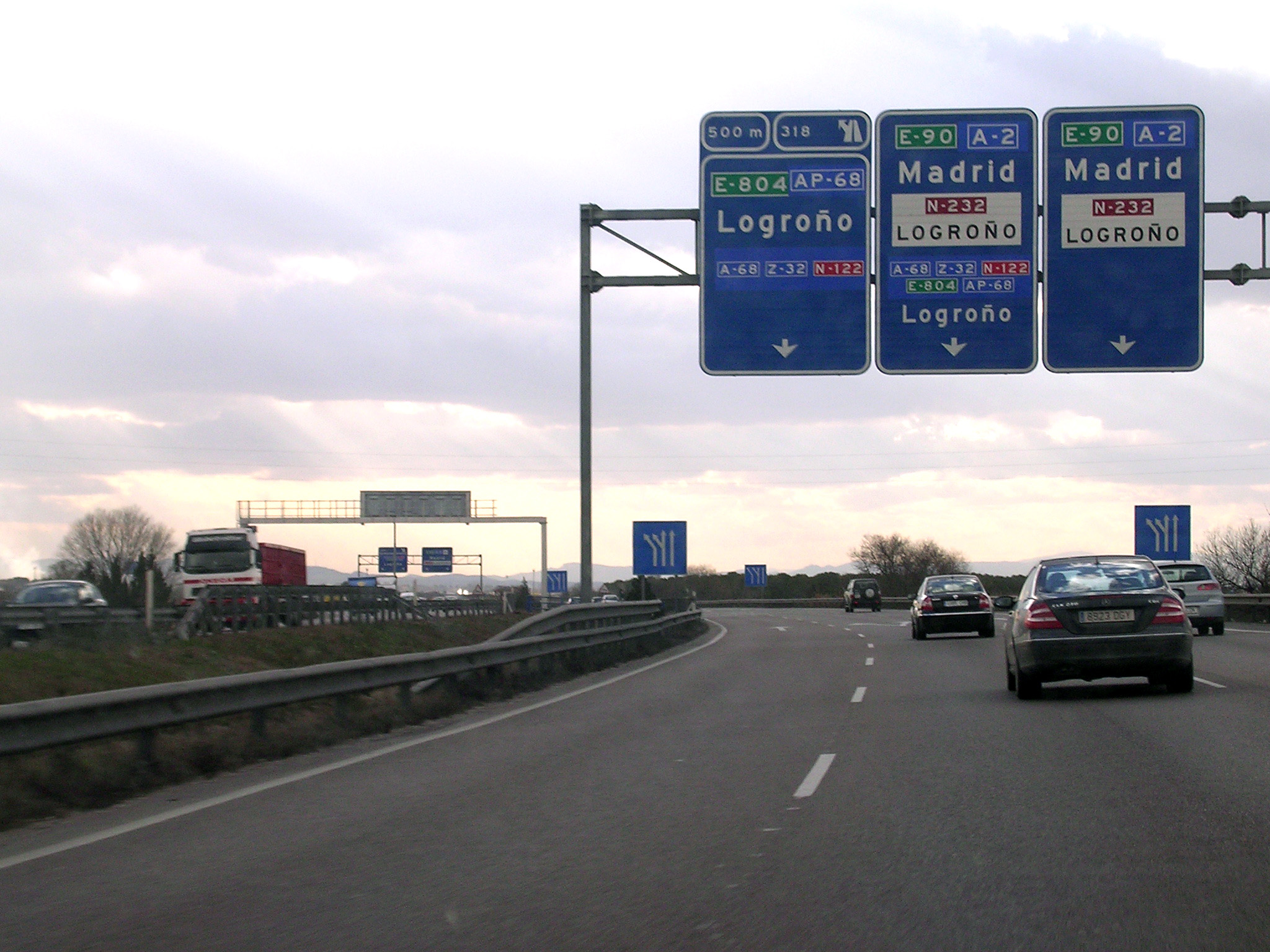
La rocade de Saragosse au niveau de la bifurcation avec l'AP-68

La Z-40 aussi appelée Circunvalación de Zaragoza est une voie circulaire bouclée en 2008 qui a les caractéristiques autoroutières faisant le tour de la capitale Aragonaise.

D'une longueur de 34 km environ, c'est une autoroute très chargée qui dessert toutes les zones de l'agglomération de Saragosse.
Elle comporte le plus souvent trois voies de circulation dans chaque sens. C'est de la que partent la plupart des autoroutes reliées au réseau espagnol à destinations des différents points cardinaux du pays :
- AP-68 : Saragosse - Logroño - Bilbao
- AP-2 : Saragosse - Lleida (A-2) - Barcelone
- A-2 : Saragosse - Calatayud - Madrid
- A-23 : Saragosse - Huesca - Le Somport pour le nord et Saragosse - Teruel - Sagonte (Valence) pour le sud.

Mais encore les voies rapides locales qui partent du périphérique :
- A-68 : Saragosse - Fuentes de Ebro à l'est et Saragosse - Figueruelas à l'ouest

La Z-40 entoure le centre de Saragosse et passe à proximité d'impressionnantes structures tels la plus grande plate forme logistique d'Europe Pla-Za et le site de l'Exposition Universelle 2008. Elle traverse 2 fois l'Ebre, une fois à l'est au l'autre à l'ouest de la ville.
La rocade a été inaugurée en 2008 sur sa partie Est entre Santa Isabel (A-2) et près de Cartuja Baja (A-68). Cette section permet de boucler la rocade et la décharger sur sa partie ouest afin de rejoindre plus facilement le sud de l'agglomération depuis l'AP-2 en venant de Barcelone. Elle permet aussi d'améliorer la traverser de la ville du sud au nord pour les véhicules en provenance de Sagonte et à destination de Le Somport (A-23)

## Tracé

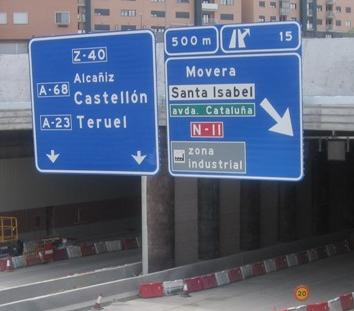
La rocade de Saragosse au niveau de la bifurcation avec l'AP-2 au nord-est de la ville

- Secteur Nord : entre l'A-2/AP-2 (Barcelone/Lleida) et l'AP-68 (Bilbao/Logroño)

Le flux arrivant de l'est via l'A-2 se connecte à la Z-40 au nord-est de la ville. Elle croise la future Route des Pyrénées à Santa Isabel. Elle dessert le nord de la ville et les différentes zones industrielles tels que Mercazaragoza… Elle croise ensuite l'actuel A-23 qui va être déclasser une fois la que la rocade sera boucler.

Après la traversée de l'Ebre la Z-40 bifurque avec l'AP-68 à destination de Bilbao.
- Secteur Ouest : entre l'AP-68 (Bilbao) et l'A-2 (Madrid)

C'est un secteur très chargé car elle récupère le flux venant du nord-ouest de l'Espagne en provenance de Bilbao et Pampelune et le flux de nord-est (Barcelone, Huesca…). La Z-40 croise ensuite l'A-68 (N-232) qui dessert la banlieue et les zones industrielles à l'ouest de l'agglomération.

Ensuite au sud-ouest de la ville, la Z-40 passe à proximité de la plate forme logistique Pla-Za avant de bifurquer avec l'A-2 à destination de Madrid et du sud de l'Espagne.
- Secteur Sud : entre l'A-2 (Madrid) et l'A-68 (Alcaniz)

La Z-40 croise dans un premier temps l'A-23 à destination du sud (Teruel, Sagonte…) pour ensuite se terminer provisoirement avec la fin de la construction de la rocade-est au sud-est de la ville au niveau de la bifurcation avec l'A-68.
- Secteur Est : entre l'A-68 (Alcaniz) et l'A-2 (Barcelone)

Tronçon inauguré en 2008 permettant de boucler la rocade circulaire de Saragosse et de desservir l'est de l'agglomération.

## Référence
- Nomenclature